# Joel Little
Joel Little (Auckland, 13 febbraio 1983) è un produttore discografico e musicista neozelandese.

## Biografia
Si è formato presso il Music and Audio Institute of New Zealand di Auckland, dove ha anche avviato la sua carriera di musicista nel 2001 come cantante e chitarrista del gruppo pop punk Goodnight Nurse. Questa band ha pubblicato due album in studio, ovvero Always and Never (2006) e Keep Me on Your Side (2008), prima di sciogliersi nel 2010.
Con Sam McCarthy, che era anche chitarrista dei Goodnight Nurse, è stato produttore e autore dell'album di debutto dei Kids of 88, nuovo gruppo di 
McCarthy. L'album Sugarpills è uscito nel 2010.
Nel 2012 Little coscrive, produce, registra e mixa l'EP The Love Club EP di Lorde, contenente il singolo Royals. Al contempo è al lavoro sul primo album in studio di Lorde, ovvero Pure Heroine, che viene diffuso in tutto il mondo nel settembre 2013.
Nel gennaio 2014 vince il Grammy Award nella categoria "Song of the Year" per Royals di Lorde. Nello stesso periodo è coautore e produttore del brano Bridges dei Broods, con cui ha lavorato anche per l'EP Broods (2014) e per l'album Evergreen (2014).
Nel 2019 coscrive e coproduce quattro canzoni dell'album di Taylor Swift Lover, ovvero Me!, You Need to Calm Down, The Man e Miss Americana & the Heartbreak Prince. Swift e Little hanno anche scritto e prodotto una quinta traccia, ossia Only the Young, che è stata diffusa nel 2020 in concomitanza con il film-documentario Miss Americana.
Nel corso della sua carriera ha anche collaborato con Sam Smith, Daniel Johns, Ellie Goulding, Tove Lo, Khalid, Ruth B, Imagine Dragons, Bebe Rexha, Kesha, Alison Wonderland, Shawn Mendes, 6lack, Amy Shark, Marina Diamandis, Jonas Brothers, Noah Kahan, Foster the People, Lennon Stella, Alessia Cara, Gracie Abrams, Noah Kahan, Niall Horan e altri.
Nel 2023 ha riformato il suo gruppo iniziale, ovvero i Goodnight Nurse.